# 多洛雷斯 (阿利坎特省)
多洛雷斯，是西班牙巴伦西亚自治区阿利坎特省的一个市镇。总面积19km2，总人口6267人（2001年），人口密度330人/km2。